# Baron Glentoran

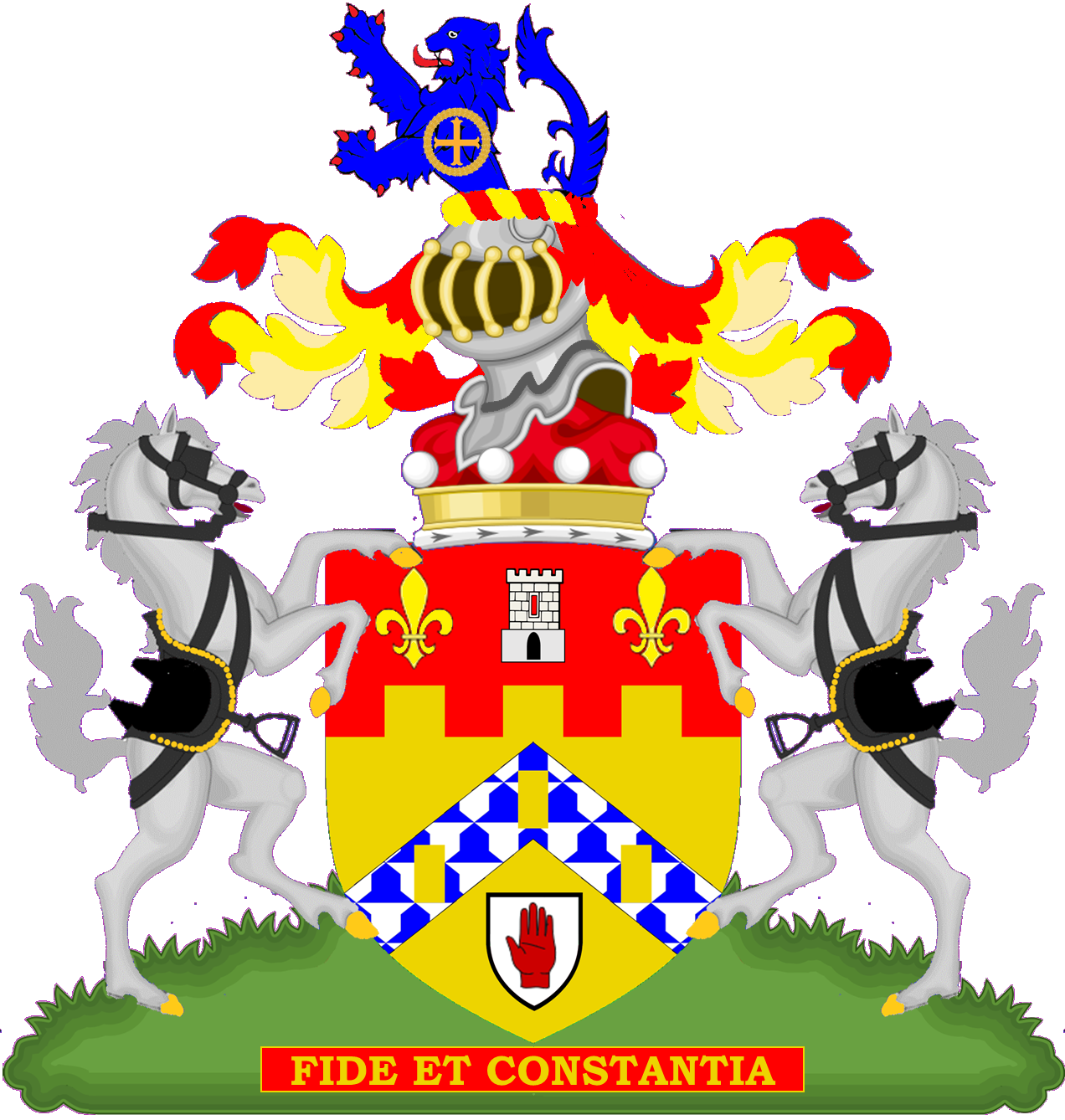
Wappen des Baron Glentoran

Baron Glentoran, of Ballyalloly in the County of Down, ist ein erblicher britischer Adelstitel in der Peerage of the United Kingdom.

## Verleihung und nachgeordnete Titel
Der Titel wurde am 8. Juli 1939 für den nordirischen Unterhausabgeordneten Herbert Dixon geschaffen. Dieser gehörte zu den Unionisten und war über viele Jahre Mitglied der Regional-Regierung von Nordirland.
Der erste Baron erbte 1950 von seinem älteren Bruder den Titel 3. Baronet, of Ballymenock in the County of Antrim, der am 7. Oktober 1903 in der Baronetage of the United Kingdom für seinen Vater geschaffen worden war. Letzterer war ebenfalls ein bekannter nordirischer Politiker, unter anderem war er mehrmals Lord Mayor von Belfast. Die Baronetcy wird seither als nachgeordneter Titel des jeweiligen Barons geführt.
Familiensitz der Barone ist Drumadarragh House bei Ballyclare im County Antrim.

## Liste der Barone Glentoran und Dixon Baronets

### Dixon Baronets, of Ballymenock (1903)
- Sir Daniel Dixon, 1. Baronet (1844–1907)
- Sir Thomas Dixon, 2. Baronet (1868–1950)
- Sir Herbert Dixon, 3. Baronet (1880–1950) (war bereits 1939 zum Baron Glentoran erhoben worden)

### Barone Glentoran (1939)
- Herbert Dixon, 1. Baron Glentoran (1880–1950)
- Daniel Stewart Thomas Bingham Dixon, 2. Baron Glentoran (1912–1995)
- (Thomas) Robin Valerian Dixon, 3. Baron Glentoran (* 1935)

Titelerbe ist der älteste Sohn des jetzigen Barons, Hon. Daniel George Dixon (* 1959).